# Hjortkær (Grimstrup Sogn)
Hjortkær eller Ny Hjortkær er en bebyggelse i Sydvestjylland, som ligger 10 km nord for Bramming, 17 km sydøst for Varde og 21 km nordøst for Esbjerg. Bebyggelsen ligger i Varde Kommune, Grimstrup Sogn. I byen ligger Hjortkær maskinfabrik.

## Historie
Landsbyen Hjortkær lå ved Slebsager Bæk.
Hjortkær landsby bestod i 1682 af 8 gårde. Det samlede dyrkede areal udgjorde 230,4 tønder land skyldsat til 23,08 tønder hartkorn. Dyrkningsformen var græsmarksbrug med tægter.
Den oprindelige landsby blev opløst i 1800-tallet. En skole (oprindelig biskole) blev opført i 1800-tallet.
I 1900-tallet udviklede der sig en ny bymæssig bebyggelse, en lille vejby kaldet Ny Hjortkær, ved et vejkryds ca. 1 km vest for den oprindelige landsbys beliggenhed med smedie (flyttet hertil fra landsbyen), forsamlings- og missionshus opført i 1901., senere tillige idrætsplads, hvorimod skolen, der fra sin oprindelige beliggenhed på en mark nordvest for landsbyen var blevet flyttet ind til landsbyen, forblev der.